# 福山茲正
福山 茲正（ふくやま これまさ）は、戦国時代から安土桃山時代にかけての武将。尼子氏の家臣。八橋城主。

## 略歴
尼子倫久の重臣で八橋城主を務めた。『佐々木文書』の「永禄九年十一月二十八日雲州富田城迄、相届衆中」の中に一族と共にその名が見えることから、永禄9年（1566年）の毛利氏による月山富田城の開城（第二次月山富田城の戦い）の際、籠城していたと考えられている。
その後、経緯は不明なるも伯耆国羽衣石城主・南条元続と親しくなり、羽衣石城下に居住するようになった。この頃、畿内を支配していた織田信長が羽柴秀吉に中国地方侵出を命じており、秀吉によって伯耆、因幡国、但馬国等に勢力を持つ諸氏の引き入れ工作が進められていた。茲正はこうした秀吉の引き入れ工作の仲介役となり、元続に毛利からの離反を勧め、元続は離反の意思を固めた。茲正のこのような行動には、秀吉に通じていた尼子遺臣である山中幸盛の働きかけがあったといわれている。
ところが、天正4年（1576年）7月、吉川元春の命を受けた南条家重臣・山田重直によって殺害された。元春の信任厚い重直は、茲正を含む福山氏一族を羽衣石の山田氏の屋敷に誘い込み、そこで討ち果たしたとされている。なお、『陰徳太平記』にはこの事件は天正7年4月に起こったと記されているが、天正4年7月11日付の「吉川元春書状」に殺害に関する記述が見えることから後者の記述に従うのが妥当と考えられる。